# GINS

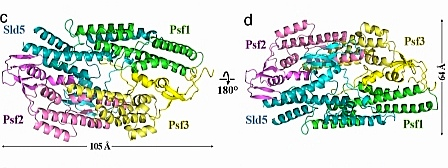
Estructura cuaternaria de GINS

GINS es un complejo proteico heterotetrámico involucrado en la fase S o preliminar de la replicación de ADN, conservado evolutivamente en células eucariotas. Lo componen las subunidades proteicas Sld5/GINS4, Psf1/GINS1, Psf2/GINS2 y Psf3/GINS3, cuyas respectivas clasificaciones numéricas (5-1-2-3, en japonés go-ichi-ni-san) dan lugar al acrónimo GINS.

Varias de las proteínas dentro del complejo de GINS están asociados con varios cánceres. 
El complejo proteico GINS es un posible biomarcador pronóstico de varios cánceres. 

## Estructura

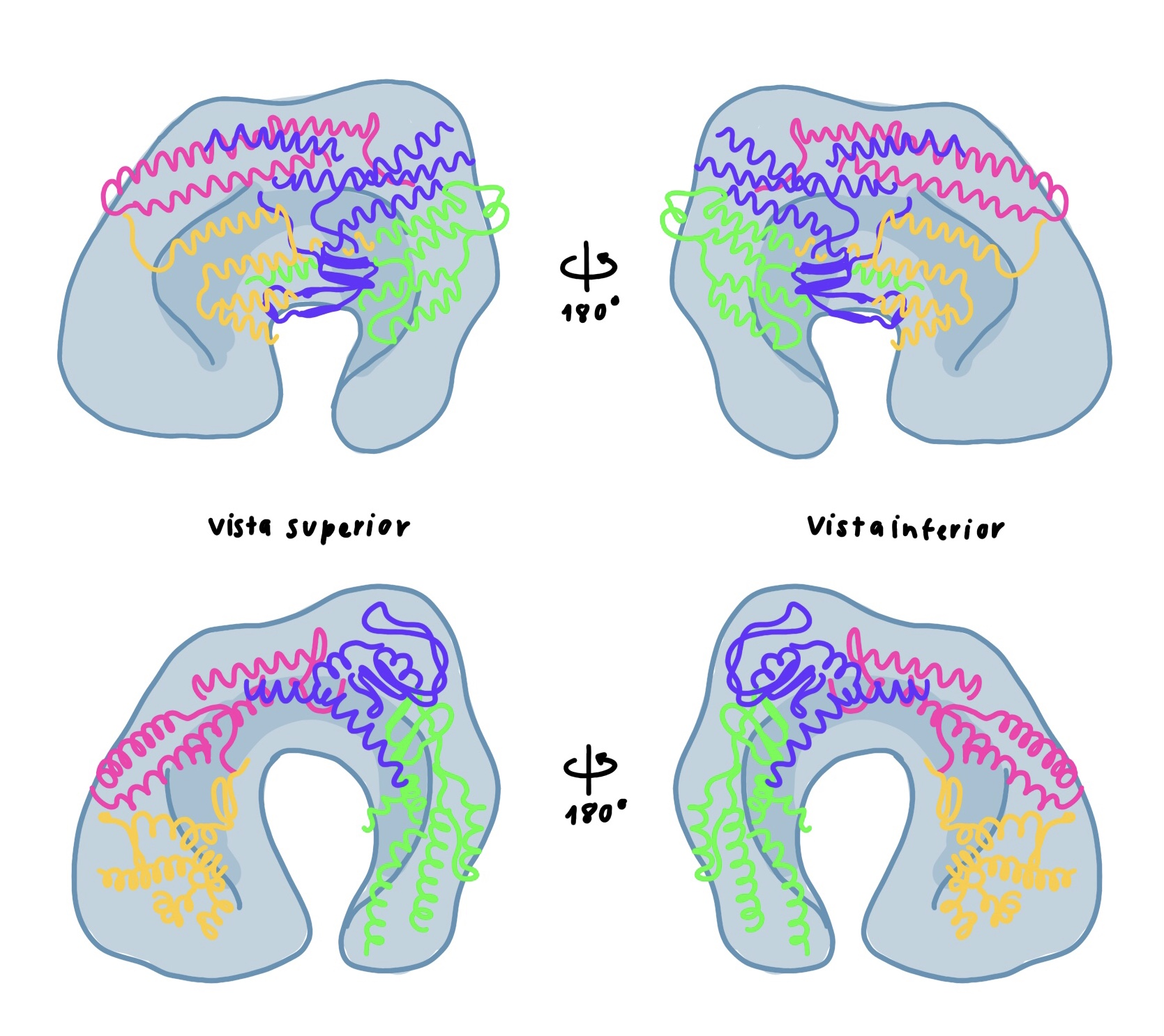
Principales modelos estructurales del complejo GINS.

El complejo GINS está formado por cuatro proteínas: Sld5 (Synthetic Lethal with Dbp11-5, residuos 11–213), Psf1 (residuos 1–151), Psf2, y Psf3 (Partners pf Sld five-1, 2, 3) con un ratio molar de 1:1:1:1 en la estructura del complejo. En su totalidad, presenta unas medidas de 130 x 60 x 80 Å, y el canal interior tiene una dimensión de 30–35 Å de diámetro. Las cuatro proteínas que componen el complejo deben ser plegadas y unidas de la manera correcta para que el complejo pueda funcionar de manera eficiente. Las cuatro subunidades están unidas mediante numerosos contactos entre los polipéptidos mediados por interacciones hidrofóbicas. Las cuatro proteínas están relacionadas y, por tanto, es posible que sean derivadas de una misma proteína mediante duplicación de genes y, posteriormente, un intercambio de dominios.
El complejo en su conjunto tiene forma elíptica, conteniendo un pequeño canal en su interior, que muestra afinidad por las cadenas de ADN de cadena sencilla.  
GINS pesa alrededor de 100 kiloDaltons (kDa).  

### Estructura de las subunidades
Mediante la cristalización del núcleo del complejo GINS, se ha podido observar que cada subunidad está formada de dos dominios estructurales: uno compuesto mayoritariamente de hélices alfa (α), y uno de láminas beta (β). En los dominios de hélices α se pueden encontrar entre 4 y 5 hélices colocadas paralelamente, mientras que los de láminas beta están compuestos de tres láminas β antiparalelas. En este complejo, destaca la similitud en estructura entre las proteínas Sld5 y Psf1, y las proteínas Psf2 y Psf3. Esto resulta en cierta simetría en la arquitectura molecular del complejo.
En Sld5 y Psf1, el dominio formado por hélices α se encuentra más próximo a la N-terminal, mientras que el fragmento C-terminal está más cerca del dominio formado por láminas β. Este orden de los dominios se encuentra invertido en las proteínas Psf2 y Psf3, consecuentemente, el dominio β está en el extremo N y el dominio α en el extremo C. Cabe destacar también que en Psf2 y Psf3 la separación entre los dos dominios es de 6 residuos, mientras que en Sld5 y Psf1 esta separación es de aproximadamente 21 residuos.
El orden de disposición de las subunidades es: Psf3-Psf1-Sld5-Psf2.

## Función
GINS tiene un papel estructural en el replisoma como mediador de contactos entre proteínas, especialmente al inicio de la replicación del ADN. La evidencia de su importancia recae en el hecho que este es expresado en células en proliferación, manteniéndose constante la concentración de GINS durante el ciclo celular. En cambio, en células quiescentes o en fase G subcero, la expresión de GINS cesa y su concentración se reduce rápidamente, insinuando que se trata de un factor de transcripción asociado a la proliferación celular activa. Asimismo, los ensayos de cambio de movilidad electroforética (EMSA) demuestran que GINS es capaz de unirse a moléculas de ADN. Por ello, podría asociarse directamente con el ADN durante la replicación.
Basándonos en estudios estructurales de GINS, pudiera parecer que el canal central es demasiado pequeño como para resguardar moléculas de ADN, ya sea de cadena doble o sencilla. Estos sugieren, pues, que la función principal de GINS sería proporcionar superficies periféricas de interacción cercana al complejo Mcm2-7 y donde se unirían factores de replicación como la ADN polimerasa α o ε.
El complejo GINS carece de motivos reconocibles de unión a ADN como dedos de zinc o dominios OBfold, por lo que la interacción debe producirse mediante contactos electrostáticos entre residuos básicos conservados con el esqueleto de fosfato del ADN. Si la interacción de GINS con el ADN se da en su superficie, esta debería contener residuos básicos conservados. Sin embargo, esto no se cumple, por lo que la interacción estaría mediada por superficies con residuos básicos conservados en el interior del canal central. Más concretamente, GINS parece tener mayor afinidad por el ADN de cadena sencilla. Así, su capacidad de retención de moléculas de ADN no parece depender de su secuencia, sino de su estructura.

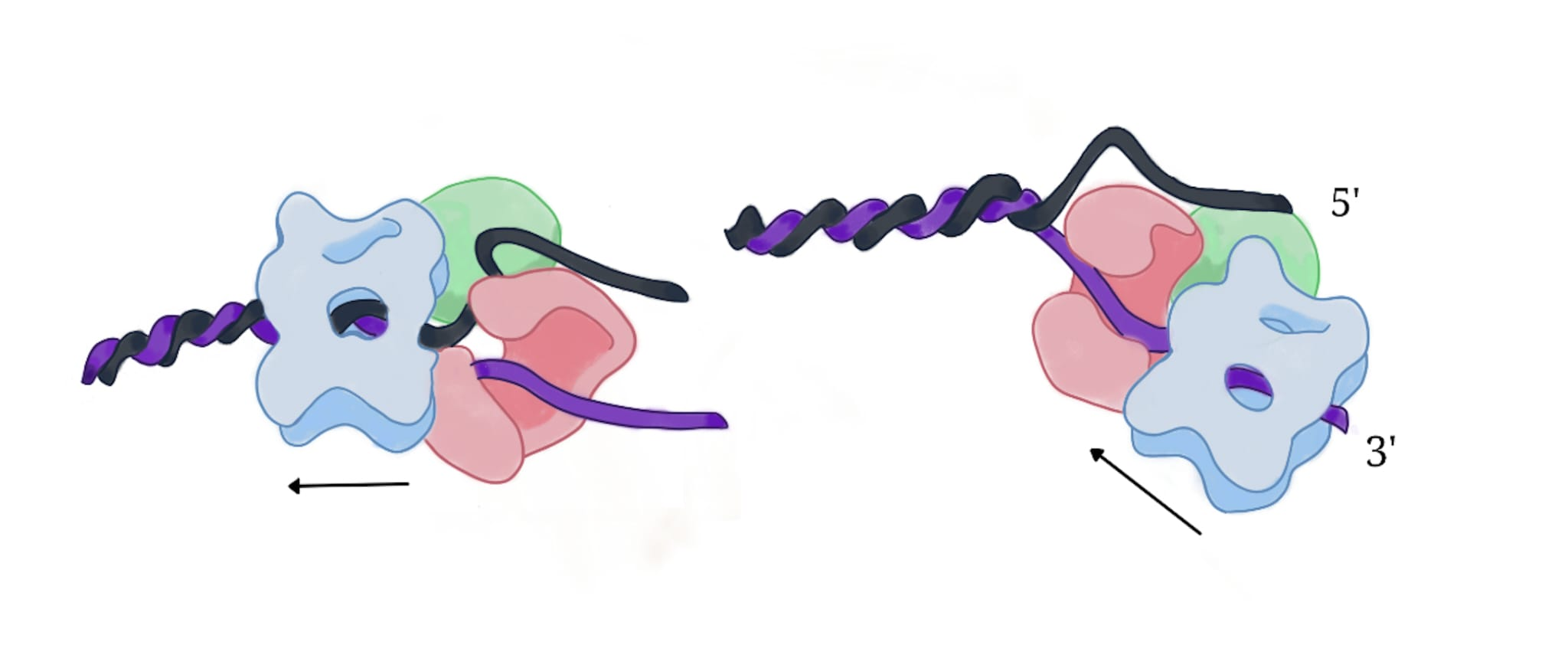
Acción helicasa del complejo CMG (formado a su vez por los complejos GINS, Cdc45 y Mcm2-7) creando la horquilla de replicación.

### Papel de GINS en el complejo CMG
El complejo GINS se une a la cromatina durante la fase S del ciclo celular, donde forma un complejo junto Mcm2-7 y Cdc45 denominado CMG. La actividad de las helicasas Mcm2-7 requiere los complejos Cdc45 y GINS, cuya incorporación está controlada por la actividad cinasa de DDKs y CDKs.
En concreto, GINS regula la interacción entre Cdc45 y Mcm2-7. Lo hace uniéndose al complejo Mcm2-7 a través de Psf3 o Gins23, según se ha podido evidenciar en levaduras y arqueas, recayendo sobre este la función de puente molecular entre Cdc45 y Mcm2-7 dentro del CMG. Adicionalmente, Cdc45 y GINS cooperan para dotar al Mcm2-7 de mayor afinidad por el ADN y promover su actividad ATPasa, regulando así la actividad helicasa del complejo CMG. Lo hacen modificando la apertura del complejo Mcm2-7, que abraza la doble hélice de ADN y se activa cuando se contrae o se cierra, convirtiéndose el CMG en una helicasa replicativa. Por lo que se refiere al GINS, esto se consigue gracias a la fosforilación de las proteínas Sld3 y Sld3.
Una vez activada la Mcm2-7, esta se desliza a lo largo del ADN. Sin embargo, una vez establecidas las horquillas de replicación, GINS es dispensable y no parece permanecer unido al resto del repliosoma durante la elongación.
La unión de los complejos GINS y Cdc45 al ADN no es simultánea a la del Mcm2-7. En un principio se da el ensamblaje de las Mcms sobre el ADN, acoplándosele posteriormente GINS y Cdc45, de modo que el complejo CMG se construye encima del mismo ADN. Que la activación de la actividad helicasa de las Cmcs requiera la unión de estos dos complejos ofrece un tiempo necesario para los mecanismos de control.

### Ejecución decheckpoints
En levaduras en las que se provoca una depleción de GINS y en ratones sometidos a una disrupción genética del gen Psf1 se bloquea la fase S de la replicación. Esto debería iniciar respuestas de checkpoint para estabilizar las horquillas de replicación.
Sin embargo, en ensayos de depleción de GINS en células humanas, no se estabilizan las horquillas, sino que produce abundante muerte celular, lo cual supone un indicio de la participación de GINS en la señalización y/o ejecución de checkpoints. El hecho de que la subunidad de GINS Psf2 haya sigo descrita como sustrato de las cinasas que ponen en marcha la cadena de señalización (ATM/ATR) sustenta esta hipótesis.

## Historia de GINS
GINS fue descubierto en tres estudios aislados publicados en 2003.
El primer estudio realizado por Hiroyuki Araki y su equipo mediante cribado genético en levadura, concretamente Sacchoromyces cerevisiae, con el fin de entender el funcionamiento del ADN polimerasa ɛ. Demostró que la sobreexpresión del gen Dpd11 anula el gen Dpd2 mutado del Pol ɛ, la cual codifica a la segunda subunidad del Pol ɛ (subunidad b, relacionado con puntos de control). Y que el Dpb11 está involucrado en la carga de la Pol ɛ durante la replicación.
Los siguientes cribajes se centraron en buscar genes que interaccionen con el Dpb11 de tipo letal sintético. Se encontraron Sld1, Sld2, Sld3 y Sld4 (Cdc45) y Sld5.
Del Sld5 por medio de un proceso de supresión multicopia secuencial y ensayo de inmunoprecipitación se halló tres factores complementarios que interactúan con Sld5: Psf1, Psf2, Psf3. Estos últimos cuatro componentes, incluyendo el Sld5, forman el complejo.
En el segundo estudio de Karim Labib y su grupo reconoció al complejo GINS a través de un cribado funcional en una base de cepas de levaduras, a estas proteínas de función desconocida se le añadió un degrón para propiciar una proteólisis rápida a la proteína que está unida. En los análisis de secuencias se detectaron los factores de función desconocida Cdc105, Cdc101, Cdc102 que corresponden a las subunidades Sld5, Psf1 y Psf2 respectivamente.
Al tercer estudio llevado a cabo por el equipo de Haruhiko Takisawa encontró cuatro proteínas del complejo similares en Xenopus laevis. En este estudio se observó que los anticuerpos generados contra Sld5 (en conjunto) agotaban a Psf1, Psf2 y Psf3 del extracto del huevo de rana (y que podría restablecerse) lo que señala la existencia en conjunto de estas proteínas como un complejo.
Las investigaciones siguientes manifestaron que los genes homólogos de Pfs2 y Pfs3 en la levadura de fisión del Schizosaccharomyces pombe son imprescindibles para la replicación del ADN y establece un complejo tetramétrico con Sld5 y Psf1.
En el ratón, se detectó el Psf1 (MmPSF1) en análisis genéticos, el factor clave en la proliferación de células hematopoyéticas maduras e inmaduras. Y el uso de híbridos de MmPSF1 conllevó el MmSLD5.

### Fronteras biológicas del complejo GINS
El orden de disposición de las subunidades (Psf3-Psf1-Sld5-Psf2) coincide con el del complejo GINS de S. cervisae. Paralelamente, el complejo CMG en humanos es análogo al encontrado en embriones de Drosphila, lo cual sugiere la existencia de complejos CMG equivalentes en todos los organismos eucariotas.
En las arqueobacterias existen variaciones análogas al complejo GINS; la mayoría consisten en un complejo formado por dos dímeros de las proteínas GINS 15 y GINS 23 (por su semejanza con Psf1/Sld5 y Psf2/Psf3 respectivamente). Estos son pruebas de la evolución paralela de procariotas y eucariotas. 
Igualmente, se ha demostrado que los homólogos de GINS en arqueobacterias tienen un papel central en la replicación de los cromosomas.

## Aplicaciones médicas

### Diagnóstico

#### Inmunodeficiencia
Niveles más bajos de la proteína GINS1 pueden deberse a una mutación heterocigota poco común y es una inmunodeficiencia primaria autosómica recesiva. La deficiencia parcial de GINS1 altera el proceso de replicación del ADN y es la base del retraso del crecimiento intrauterino y posnatal, la neutropenia crónica y la deficiencia de células NK (asesinas naturales/natural killers).

#### Cáncer
Varias de las proteínas dentro del complejo de GINS están asociados con varios cánceres. Estudios recientes han destacado su importancia en el carcinoma de células pequeñas de colon, el cáncer de glioma, el cáncer de esófago y su presencia sobreexpresada en pacientes con cáncer que fueron infectados por COVID-19. Por ejemplo, en los pacientes con cáncer de mama infectados con COVID-19, el virus SARS-CoV-2 bloqueó la ACE2, lo que provocó un deterioro de la producción de angiotensina. Puede inducir la regulación al alza de la aminopeptidasa, que promueve la resistencia a la quimioterapia en pacientes con cáncer de mama.

### Tratamiento
El complejo proteico GINS tiene una gran utilidad como un posible biomarcador pronóstico de varios cánceres. La comprensión de las propiedades químicas, estructuras y funciones del complejo proteico GINS podría permitir el desarrollo de un tratamiento para las patologías asociadas a la proteína. También aporta información inestimable sobre el comportamiento de los cánceres actuales y futuros.